# Ipogeo di Villa Glori
L'ipogeo di Villa Glori è sito nei pressi dell'omonima villa a Roma.

## Storia
L'ipogeo fu trovato per caso nel 1794 dal professor Albigaard.

## Descrizione
Il sito è composto da varie sale utilizzate come sepolcri, alcune di queste sale con sepolcri constano di tombe a camera suddivise in varie nicchie. In alcune sale vi sono degli affreschi rappresentanti Ercole, Bacco ed i Dioscuri.

## Collegamenti
|  | È raggiungibile dalle stazioni: Piazza Euclide e Acqua Acetosa (Roma). |